# Hasselt
Pour les articles homonymes, voir Hasselt (homonymie).
Hasselt (prononcé en néerlandais : /ˈhɑsəlt/) est une ville néerlandophone de Belgique située en Région flamande, chef-lieu de la province de Limbourg et chef-lieu de l'arrondissement du même nom.
La ville est située sur le Démer et le canal Albert, entre les régions de la Campine et de la Hesbaye dans l'Euregio Meuse-Rhin et compte environ 80 000 habitants.

## Héraldique
|  | La ville possède des armoiries qui lui ont été octroyées le 30 janvier 1840 et à nouveau le 7 octobre 1986. Elles combinent dans la moitié droite des barres du Comté de Looz avec dans la moitié gauche deux noisetiers (Hazelaar). Hasselt était l'une des villes les plus importantes du Comté de Looz aux XIIe et XIVe siècles. En 1232, Hasselt reçut les droits de cité d'Arnoud IV, comte de Looz. Les droits de la ville ont ensuite été augmentés aux XIVe et XVIe siècles. Les deux éléments, le cerf et le noisetier, apparaissent déjà sur le sceau de la ville du XVe siècle. Les sceaux et les images ultérieurs combinent tous les deux éléments, mais la combinaison actuelle dans un bouclier divisé n'apparaît pas avant 1625. Depuis, cette combinaison sont les armoiries de la ville. Sous l'écu, un ruban argenté avec la lettre dorée S.P.Q.H. Cette abréviation signifie Senatus Populusque Hasselensis, en latin pour Le Conseil et le peuple de Hasselt. Le cerf tient les deux feuilles d'acanthe avec les pattes antérieures, ces feuilles agissent comme des supports de l'écu. Blasonnement : Parti en 1. burelé de gueules et d’or de dix pièces, en 2. d'argent à un noisetier planté de sinople; l'écu borde d'or. L'écu est surmonté d'un chevreuil en train de couver de couleur naturelle et encadré de deux feuilles d'acanthe en sinople. Le tout reposant sur un ruban d'argent chargé des lettres S.P.Q.H. d'or. (Traduction libre) - Délibération communale : 7 octobre 1986 - Arrêté de l'exécutif de la communauté : 3 décembre 1987 Source du blasonnement : Heraldy of the World. |

## Origine du toponyme
La contrée campagnarde est désignée au XIIe siècle par le mot Hasluth ou Hasselth.
Les étymologistes du XIXe siècle ont proposé une correspondance identitaire avec les mots de sonorité proche Haselût ou Hasaluth, indiquant une coudraie, c'est-à-dire un lieu planté de coudriers ou de noisetiers, l'ancien mot germanique hasel signifiant « noisetier », de même que l'allemand Hasel, l'anglais hazel ou le néerlandais hazelaar.
Il existe d'autres localités néerlandophones homonymes, ainsi Hasselt en Overijssel, Ophasselt et Neerhasselt. Une interprétation plus probable du toponyme originel, propose le vocable agraire gallo-romain assetelumo ou hassetelu indiquant une vaste terrasse, une terre sèche éventuellement aménagée et clôturée en parcelles cultivées. Le suffixe gaulois (h)ass(e) est en rapport avec le sec, le desséché, le brûlé, le rôti, voir le trop cuit, le bronzé ou le hâlé (du verbe ancien-français hasler). Il est également possible que ce qualificatif s'appliquait autrefois à la petite rivière locale « hel » ou « hasel » qui s'asséchait en été.
Le radical principal tellu(mo) qualifie la terre, la terre cultivée, voire la matière ou la vie tellurique ou terrestre en général. L'évolution linguistique de hassetelu en « hasstlu » puis « hasslut » expliquerait le dérivé Hasselt. C'est pourquoi il était possible de trouver des opp- ou nieder- Hasselt comme des plans de terre au sec en haut (au-dessus) ou en bas (en dessous).

## Localités et sections de la commune
| # | Section             | Superf. (km²) | Habitants (2020) | Habitants par km² | Code INS |
| - | ------------------- | ------------- | ---------------- | ----------------- | -------- |
| 1 | Hasselt             | 40,16         | 49.833           | 1.241             | 71022A   |
| 2 | Wimmertingen        | 1,08          | 308              | 285               | 71022B   |
| 3 | Herck-Saint-Lambert | 11,23         | 4.700            | 418               | 71022C   |
| 4 | Kuringen            | 19,48         | 11.466           | 589               | 71022D   |
| 5 | Stokrooie           | 6,36          | 2.000            | 314               | 71022E   |
| 6 | Kermt               | 7,59          | 4.565            | 602               | 71022F   |
| 7 | Spalbeek            | 4,75          | 2.135            | 449               | 71022G   |
| 8 | Stevoort            | 12,03         | 3.678            | 306               | 71022H   |

### Localités
- Hasselt: Godsheide, Rapertingen et Kiewit
- Kuringen: Kuringen-Heide ou Sint-Jansheide, Schimpen et Tuilt

## Histoire

### Origines

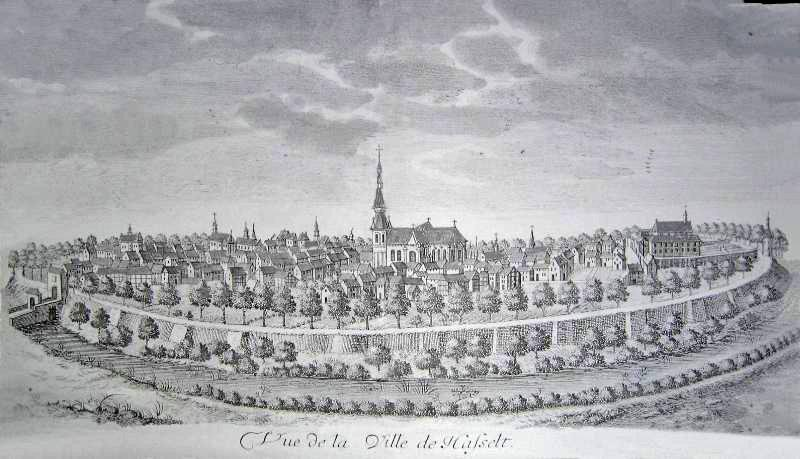
Hasselt en 1740.

Hasselt fut fondée au VIIe siècle sur le Helbeek, un affluent du Demer. Elle fut l'une des bonnes villes du comté de Looz dont les frontières correspondaient approximativement à celles de l'actuel Limbourg belge. Hasselt reçut ce nom de bonne ville de la principauté de Liège en 1165, ce qu'une charte communale reconnut assez vite. En 1232, ce statut fut confirmé par le comte Arnould IV.
Bien que la ville de Looz (ou Borgloon) fût la capitale officielle du petit comté de Looz, Hasselt en devint le centre économique, cela à cause de sa position favorable à proximité du château comtal et de l'abbaye de Herkenrode à Kuringen.
En 1366, le comté de Looz fut intégré au diocèse de Liège et, sur le plan politique, à la principauté de Liège. Ce statut perdura jusqu'à l'annexion par la France révolutionnaire en 1794).
Le 17 octobre 1661, la terre de Hasselt est érigée en comté au profit de Philippe-François de Faing, baron de Jamoigne, seigneur de Fourny, Hasselt, Marckegem, Joye, Pontrave, Bye, Sesbals, conseiller de courte robe du conseil de Luxembourg et comté de Chiny, député ordinaire des nobles de la dite province, prévôt et gruyer dudit comté, gouverneur de Florenville, de la très ancienne  noblesse militaire et maison sortie de celles de Walcourt et Rochefort en ligne directe et masculine.

### Période française

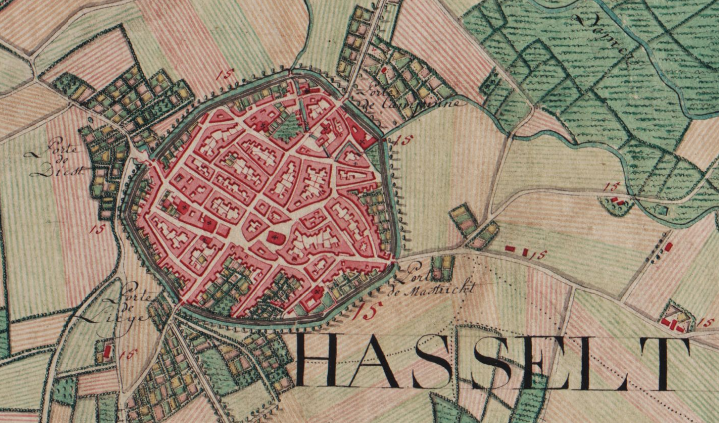
Hasselt sur une carte de Ferraris (vers 1775).

À la suite de la révolution française, la Première République envahit la région lors des guerres de la Révolution française. Le 5 décembre 1798, la ville, alors aux mains des insurgés belges, est attaquée par les troupes françaises. Les rebelles sont écrasés lors de la première  bataille d'Hasselt qui marque la fin de la guerre des Paysans de 1798. Le Premier Empire français est alors créé et divise son territoire en départements. Hasselt fait partie de celui nommé « Meuse-Inférieure », incluant essentiellement l'ancien pays de Looz et l'ancien duché du Limbourg et dont la capitale est Maastricht.

### Période néerlandaise

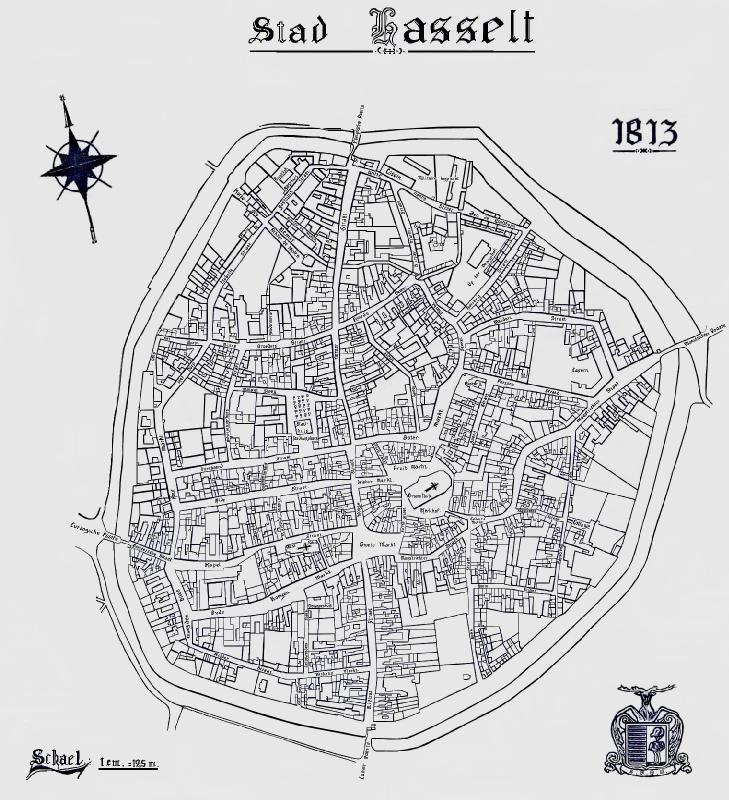
Carte de la ville en 1813.

Après la défaite de Napoléon Ier lors de la bataille de Waterloo le 18 juin 1815, le Premier Empire  cesse d'exister et un nouvel état est créé par le congrès de Vienne la même année : le royaume uni des Pays-Bas. Hasselt en fait alors partie et est intégré dans la province de Limbourg.

### Période belge
La révolution belge donne son indépendance à la Belgique sur le royaume uni des Pays-Bas le 4 octobre 1830. Le Limbourg est alors une province du nouvel État et la guerre guerre belgo-néerlandaise éclate. Durant celle-ci, la campagne des Dix-Jours verra se tenir la deuxième bataille d'Hasselt le 8 aout 1831, qui opposa les forces belges aux forces néerlandaises et se solda par une défaite belge.
La guerre se termina par la convention de Zonhoven le 18 novembre 1833. Le 19 avril 1839, le traité des XXIV articles fut signé à Londres, partageant la province du Limbourg en deux provinces distinctes : une province belge et une province néerlandaise. Hasselt devint alors chef-lieu de la province belge de Limbourg.
Lors de la mise en place de la frontière linguistique le 8 novembre 1962, Hasselt et la province du Limbourg se trouvèrent au nord du tracé, dans la partie officiellement désignée comme néerlandophone. La première réforme de l’État belge qui créa les communautés et les régions le 24 décembre 1970, confirma la place d'Hasselt dans la Communauté flamande, dans la Région flamande et dans la région de langue néerlandaise de Belgique.
Le 01/01/2025, la commune fusionne avec celle de Kortessem. La nouvelle commune garde le nom de Hasselt.

## Politique

### Conseil communal
| Parti | Parti          | Voix | Voix | Conseil | Conseil | Collège |
| Parti | Parti          | %    | +/-  | Sièges  | +/-     | Collège |
| ----- | -------------- | ---- | ---- | ------- | ------- | ------- |
|       | N-VA/Open VLD  | 27,8 | Nv.  | 13 / 27 | Nv.     | Oui     |
|       | CD&V           | 23,4 | 2,5  | 11 / 27 | 2       | Oui     |
|       | Vooruit        | 10,1 | Nv.  | 8 / 27  | Nv.     | Oui     |
|       | Vlaams Belang  | 11,7 | 3,4  | 5 / 27  | 2       | Non     |
|       | Groen Hasselt  | 10,4 | Nv.  | 4 / 27  | Nv.     | Non     |
|       | PvdA           | 6,7  | 0,2  | 2 / 27  | 0       | Non     |
|       | Voor U Hasselt | 6,7  | Nv.  | 0 / 27  | Nv.     | Non     |
| Total | Total          | 100  | 100  | 27      | 27      | 18      |

## Transport
La gratuité des bus a fait la renommée d'Hasselt entre 1997 et 2013. Expérience unique en Belgique, elle a cependant inspiré de nombreuses initiatives à l'étranger.

## Enseignement
L'université de Hasselt possède des infrastructures à Hasselt et dans la localité voisine de Diepenbeek. Hasselt compte en outre trois autres instituts d'enseignement supérieur : c'est donc une ville estudiantine avec 14 000 étudiants.

## Démographie

### Évolution démographique: Avant la fusion des communes
- Source: DGS recensements population

### Évolution démographique de la commune fusionnée (1977-2024)
En tenant compte des anciennes communes entraînées dans la fusion de communes de 1977, on peut dresser l'évolution suivante :
Les chiffres des années 1831 à 1970 tiennent compte des chiffres des anciennes communes fusionnées.
- Source : DGS - Remarque: 1831 jusqu'à 1981=recensement; depuis 1990=nombre d'habitants chaque 1er janvier[7]

### Évolution démographique: commune fusionnée (depuis 2025)
En tenant compte des anciennes communes entraînées dans la fusion de communes de 2025 on peut dresser l'évolution suivante:
- Source : DGS, de 1831 à 1981 = recensements population ; à partir de 1990 = nombre d'habitants chaque 1er janvier[7].

## Lieux et monuments
- La cathédrale Saint-Quentin.

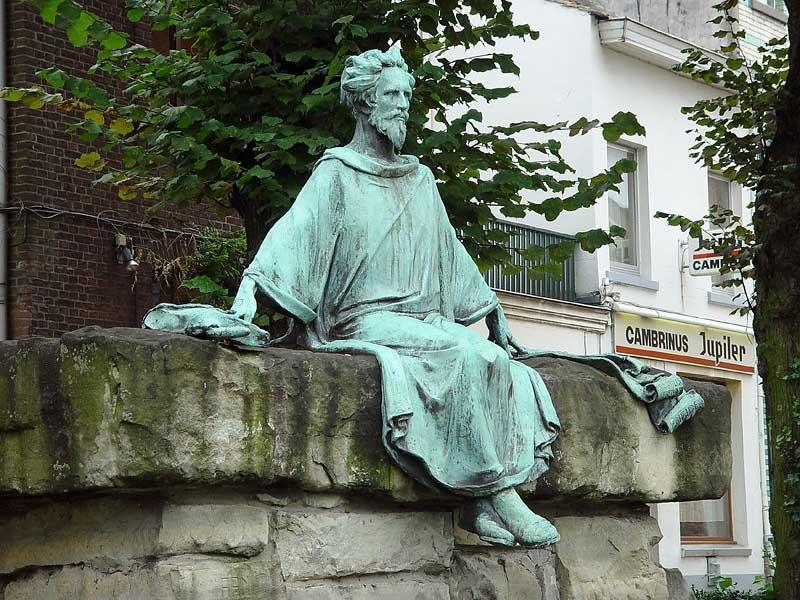
Hendrik van Veldeke.

- La basilique Notre-Dame Virga-Jessé.
- Le musée national du genièvre.
- Le musée Het Stadsmus.
- Le musée de la mode.
- Le Jardin japonais réalisé en collaboration avec la ville d'Itami au Japon, ville avec laquelle Hasselt est jumelée.
- L'abbaye de Herkenrode à Kuringen.
- Le refuge de l'abbaye de Herckenrode.
- Les bâtiments historiques et les musées de la ville.
- La Banque Nationale, œuvre de l'architecte Henri van Dievoet.
- L'aéroport de Kiewit.
- Le domaine naturel de Kiewit.
- Le Kapermolenpark.
- Du parc urbain jusqu'au centre culturel.
- Le plus grand centre extérieur de skateboard d'Europe.
- Le parc d'attractions Plopsa Indoor Hasselt.
- Le Château Holland

## Culture
- Hasselt a accueilli le Concours Eurovision de la Chanson Junior en 2005.
- Le 1er décembre 2007, la ville d'Hasselt a accueilli le festival de musique hardcore et techno « Qlimax ».
- Le festival de musique Pukkelpop.

## Sport
Hasselt est connue pour son équipe de handball, l'Initia HC Hasselt dont l'équipe masculine évolue en BeNe League tandis que la section féminine évolue en division 1. La section masculine réalisa quelques exploits tels qu'arriver deux fois en quart de finale d'une compétition européenne ou encore de remporter la BeNeLux Liga 2013-2014.
Au niveau du football, la ville d'Hasselt fut, auparavant, réputée par plusieurs clubs et surtout le KSC Hasselt, qui fut une apparition en division 1, en 1977.
Le basket-ball est également présent dans la ville puisque le Limbourg United évolue en BNXT League.

### Clubs sportifs
- KSC Hasselt (club de football, disparu en 2001)
- K Hasselt VV (club de football, disparu en 1964)
- KS Kermt-Hasselt (club de football, évolue actuellement en division 3)
- Initia HC Hasselt (club de handball, évolue actuellement en BeNe League)
- Initia HC Hasselt (féminines) (club de handball, évolue actuellement en division 1)
- Real Kiewit (club de handball, évolue actuellement en Promotion Limbourg série A)
- Haskey Hasselt (club de Hockey sur glace, évolue en D1 belge).
- Limbourg United (club de basket-ball, évolue actuellement en BNXT League)
- Hasselt BT (club de basket-ball, évolue en Provinciale)
- HC Hasselt stix (club de floorball)
- Waterpolo Hasselt (club de waterpolo, évolue en D2 belge)
- VTI Hasselt (club de volley-ball, évolue en D2 belge)
- RC Hasselt (club de rugby)
- Diabolic Heaven (club d'ultimate, D1 Belge)

### Évènement annuels
- Les « Six jours d'Hasselt » est une course cycliste de six jours.

### Événements occasionnels
- Championnat d'Europe de volley-ball féminin 2007 accueillit les matchs de la poule B dans lequel se trouve la (Pologne, la République tchèque, la Bulgarie et l'Espagne)
- 2014:Organisation du Tournoi de qualification III de la Ligue des champions de l'EHF.

### Infrastructures
Stade
- Stade Stedelijk Hasselt (11 000 places)

Hall Omnisports
- Ethias Arena (21 600 places)
- Sporthal Alverberg (1 730 places)
- Sporthal Runkst
- Sportschuur
- Sted. Sporthal Kiewit

Patinoire
- Patinoire De Schaverdijn

## Personnalités
Par ordre alphabétique
- Djef Anten (1851-1913), peintre et homme politique
- Bienheureux Valentin Paquay (1828-1905), franciscain
- Guy Bleus (né en 1950), artiste
- Paul Van Nevel (né en 1946), chef d'orchestre
- Hassan Bousetta (né en 1970), homme politique
- Joseph Claes (1875-1956), peintre belge
- Willy Claes (1938), homme politique
- Guido de Neve (1963-), violoniste belge ;
- Jan Driessen (né en 1958 à Hasselt), archéologue
- Brecht Evens, auteur de bande dessinée
- Jos Ghysen (1926-2014), écrivain
- Sylvain Henckaerts (1938-2003), coureur cycliste
- Frie Leysen (1950-2020), commissaire d'exposition belge.
- Johan Leysen (1950-2023), acteur de cinéma et de télévision ;;
- Axelle Red (1968), chanteuse francophone
- Raymond Steegmans, ancien coureur cycliste belge ;
- Stijn Stijnen, footballeur évoluant au poste de gardien de but ;
- Margot Vanderstraeten, née en 1967, écrivaine belge d'expression néerlandaise ;
- Zinho Vanheusden, footballeur belge évoluant à l'Inter
- Marco Vanoppen, musicien/décontructiviste belge ;
- Max Verstappen (né en 1997), pilote de Formule 1
- Edmond Whettnall (1843-1913), homme politique, sénateur d'Hasselt
- Dana Winner, chanteuse néerlandophone

## Jumelages
La ville de Hasselt est jumelée avec:
- Detmold (Allemagne) depuis 1976 ;
- Sittard-Geleen (Pays-Bas) depuis 1980 ;
- Itami (Japon) depuis 1985 ;
- Mountain View (États-Unis) depuis 1987.